# Kate Moss
Kate Moss, właśc. Katherine Ann Moss (ur. 16 stycznia 1974 w Londynie) – brytyjska supermodelka i projektantka mody.

## Życiorys
Urodziła się 16 stycznia 1974 w Londynie w dzielnicy Croydon, jako córka barmanki Lindy Rosiny Moss (zd. Shepherd) i Petera Edwarda Mossa, pracownika linii lotniczych. Jej rodzice rozwiedli się w 1989. Ma brata Nicka, który również jest modelem, oraz przyrodnią siostrę Lottie.

## Kariera
W świat modelek została wprowadzona w 1988 przez Sarę Ducas ze „Storm Agency”, która zwróciła uwagę na Moss na lotnisku JFK w Nowym Jorku. 14-letnia Moss wracała wówczas z rodzicami z Wysp Bahama. Jej twarz zaczęła ukazywać się na najbardziej prestiżowych okładkach, m.in. brytyjskiego magazynu „The Face” czy amerykańskiego czasopisma „Vogue”. Zdobiła również publikacje wydawnictwa „HarperCollins”. Do rangi topmodelki wyniósł ją jednak Calvin Klein po tym, jak modelka została ambasadorką jego marki. Potem pracowała dla kolejnych międzynarodowych firm, takich jak np. Dolce & Gabbana, Gianni Versace, L’Oréal, Yves Saint Laurent czy Coco Chanel.

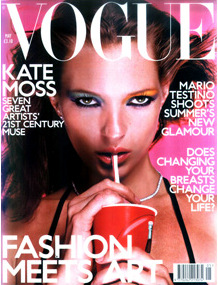
Moss na okładce brytyjskiej edycji magazynu „Vogue” (2000)

Zadebiutowała jako aktorka rolą w filmie dokumentalnym Models Close-Up, a później wystąpiła w serialu komediowym French and Saunders. Wydała autobiografię pt. The Kate Moss Story, firmowała nazwiskiem linię perfum oraz projektuje ubrania dla marki Topshop i torebki dla firmy Longchamp.
W 2006 wystąpiła w nasyconej erotyzmem reklamie bielizny Agent Provocateur, którą wyreżyserował Mike Figgis. Reklama została ocenzurowana przez telewizje w USA. W 2013 zdjęcia Moss pojawiły się w jubileuszowym wydaniu amerykańskiego magazynu dla mężczyzn „Playboy”, wydanego z okazji 60-lecia czasopisma.
W 2022 roku wraz z firmą Warsaw Labs stworzyła markę kosmetyczną Cosmoss.

## Życie prywatne
W latach 1994–1998 pozostawała w nieformalnym związku z aktorem Johnnym Deppem. Ma córkę Lilę Grace (ur. 29 września 2002) ze związku z dziennikarzem Jeffersonem Hackiem. 1 lipca 2011 wyszła za Jamiego Hince’a, wokalistę zespołu The Kills, z którym rozwiodła się w 2016. Od 2016 jej partnerem życiowym jest niemiecki arystokrata i fotograf Nikolai von Bismarck.
W latach 90. miała problemy z narkotykami, co spowodowało jej długotrwały pobyt w klinice odwykowej. W 2005 brytyjski dziennik „Daily Mirror” ujawnił przypadki zażywania przez Moss kokainy, co spowodowało zerwanie kontraktów przez największe domy mody.
Przez lata zarzucano jej anoreksję oraz promowanie nienaturalnie chudego ciała.
Posiada kilka apartamentów we Francji i Anglii oraz dom rodzinny w Nowym Jorku. W 2000 roku jej majątek był szacowany na 26,3 mln dolarów. Jako modelka zarabiała 10 tys. dol. za jeden dzień pracy. Kontrakt z firmą Calvina Kleina za 100 dni pracy opiewał na sumę 4 mln dol.

## Filmografia
- „Models Close-up” – bohaterka filmu dokumentalnego.
- „French and Saunders” – serial komediowy, obsada aktorska.
- 2016: Zoolander 2 jako ona sama (cameo)
- 2017: „Love Actually 2: Red Nose Day Actually” jako ona sama (cameo)

## Teledyski
- „Kowalski” – Primal Scream, 1997 (w wideoklipie wystąpiła także Devon Aoki)[28]
- „Something About the Way You Look Tonight” – Elton John, 1997 (w wideoklipie wystąpiła także modelka Sophie Dahl)
- „Sex with Strangers” – Marianne Faithfull, reż. Roman Coppola, 2002[28]
- „I Just Don’t Know What to Do with Myself” – The White Stripes, reż. Sofia Coppola, 2003[28]
- „Some Velvet Morning” – Primal Scream, reż. Dawn Shadforth, zdj. Stephen Blackman, 2003[29]
- „Delia’s Gone” – Johnny Cash, reż. Anton Corbijn, 2004[28]
- „Bleeding Heart” Live at Glastonbury – Jimi Hendrix, reż. Julien Temple, 2010
- „White Light” – George Michael, 2012

## Nagrody
Nagroda dla najlepszej modelki 2006 przyznana przez British Fashion Council za 14 kampanii reklamowych (m.in. Chanel, Burberry, Louis Vuitton, Agent Provocateur).